# Cairo Aviation
Cairo Aviation — колишня авіакомпанія, що базується в Каїрі, Єгипет.
Вона розпочала свою діяльність в листопаді 1998 року і виконує чартерні рейси, головним чином в Європі, Африці і на Близькому Сході. Основною базою є Міжнародний аеропорт Каїра. В авіакомпанії експлуатуються 5 літака марки Ту-204. Замовлено 6 літаків МС-21.
Авіакомпанія припинила операційну діяльність у 2018 році